# Rūdolfs Blaumanis
Rūdolfs Kārlis Leonīds Blaumanis (Ērgļi, 1º gennaio 1863 – Punkaharju, 4 settembre 1908) è stato uno scrittore, giornalista e drammaturgo lettone.
Viene considerato tra i migliori scrittori della storia della Lettonia, paese nel quale ebbe il merito di introdurre il genere della novella. In un sondaggio indetto nel 2004 dal quotidiano Latvijas Avīze è risultato al terzo posto nella classifica delle 100 personalità lettoni più importanti di tutti i tempi. Le sue opere più apprezzate sono la novella Nāves ēnā, le commedie Skroderdienas Silmačos e Indrāni e la poesia Tālavas taurētājs.
L'appartamento di Riga nel quale ha vissuto i suoi ultimi anni insieme all'amico e pittore Jānis Rozentāls è stato convertito in un museo memoriale parzialmente in suo onore.

## Biografia
Rūdolfs Blaumanis nasce il 1º gennaio 1863 (data corrispondente al 20 dicembre 1862 secondo il calendario giuliano) a Ērgļi in Livonia, nell'area corrispondente all'attuale Lettonia. Suo padre Matīss è un cuoco, sua madre Karlīne una casalinga. Blaumanis avvia la sua educazione in una scuola privata ad Ogre, dove studia fino al 1875. Si trasferisce quindi a Riga, dove prosegue gli studi in una scuola commerciale di lingua tedesca fino al 1881. Dopo il diploma lavora come contabile: è in questo periodo che inizia a produrre i primi lavori letterari. Il suo racconto natalizio Wiedergefunden viene pubblicato per la prima volta nel 1882 sul giornale in lingua tedesca Zeitung für Stadt und Land.
Nel 1904 torna a vivere nella fattoria natale a Ērgļi per motivi economici, ma nel 1906 si trasferisce nuovamente a Riga, dove condivide fino al 1908 un appartamento con il pittore lettone Jānis Rozentāls e la moglie di quest'ultimo, la cantante finlandese Elli Forssell. Nel 1908 le sue condizioni di salute iniziano a peggiorare a causa della tisi, ma le ristrettezze economiche non gli consentono di sottoporsi alle cure mediche: grazie ad una colletta organizzata da amici e colleghi scrittori, tuttavia, nella tarda estate di quell'anno entra nel sanatorio di Punkaharju, in Finlandia. La sua permanenza dura soltanto pochi mesi, poiché a causa dell'aggravarsi della malattia muore il 4 settembre 1908 (il 22 agosto secondo il calendario giuliano) a 45 anni.

## Opere
Romanzi, racconti e novelle
- "Nezāle" (1887)
- "Pērkoņa negaiss" (1887)
- "Paradīzē" (1887)
- "Aizvien lillā" (1888)
- "Spijēnos" (1888)
- "Kā vecais Zemītis pašu nelabo redzējis" (1889)
- "Raudupiete" (1889)
- "Īstā līgaviņa" (1890)
- "Stāsts par cūku, kura runājuse" (1895)
- "Laimes klēpī" (1898)
- "Purva bridējs" (1898)
- "Salna pavasarī" (1898)
- "Andriksons" (1899)
- "Nāves ēnā" (1899)
- "Mopsis jeb Nelaime Tērbatas ielā" (1900)
- "Dziru Miķelis" (1901)
- "Stulbenis" (1904)
- "Vecais cenzors" (1907)
- "Mēmais precinieks" (1907)
- "Kā Jānis mācījies par kalēju" (1907)
- "Koka krusts" (1907)
- "Velniņi"

Commedie e racconti brillanti
- "Zagļi" (1891)
- "Ļaunais gars" (1892)
- "Pazudušais dēls" (1893)
- "Maija" (1893)
- "Zelta kupris" (1895)
- "Trīnes grēki" (1897)
- "Potivāra nams" (1897)
- "No saldenās pudeles" (1901)
- "Skroderdienas Silmačos" (1902)
- "Indrāni" (1904)
- "Ugunī" (1905)
- "Sestdienas vakars" (1908)

Poesia
- "Tālavas taurētājs" (1902)
- "Kā zagšus"
- "Mana lūgšana"
- "Memento!"
- "Pērkons"
- "Renatus"
- "Šūpuļa dziesma"
- "Tautasdziesma"
- "Vēl tu nezini"
- "Zelta jaunība"
- "Ziedonis klāt"
- "Ziema"

Prosa satirica
- "Labāko famīliju dzejnieks" (1894)
- "Īsa pamācība mīlēšanā" (1907)
- "Jocīgi kapu uzraksti" (1907)

## Traduzioni in italiano
- La zattera di ghiaccio (Nāves ēnā).  traduzione di Renzo Oliva, Palermo, Sellerio Editore, 1995  [1899], ISBN 88-389-1138-X.
- Sapnis - Sogno.  traduzione di Paolo Pantaleo, Venezia, Damocle Edizioni, 2013, ISBN 978-88-96590-56-0.  Testo a fronte lettone-italiano.
- Andriksons.  Paolo Pantaleo, Andriksons, su Biblioteca Baltica, 11 settembre 2014. URL consultato il 20 maggio 2019.